# Antonio Suso
Antonio Suso fue un militar y comerciante patriota nativo de la Banda Oriental. 

## Biografía
Combatió en las Invasiones Inglesas en la defensa de Montevideo. En 1809 hay constancia de un reclamo ante el Cabildo de Buenos Aires del "Teniente de Granaderos del Batallón de Cazadores de Carlos IV (que) pide se le mantengan doce pesos por invalidez por haber perdido la mano izquierda", lo que le fue negado.
Producido el movimiento revolucionario del 25 de mayo de 1810 en Buenos Aires y el posterior levantamiento de la campaña oriental, Suso se definió por el movimiento patriota. En las operaciones del segundo sitio de Montevideo, el 1 de noviembre de 1812 se halló en el combate de Miguelete. En el mismo el comandante Rafael Hortiguera, teniendo a sus órdenes a la 9° compañía del Regimiento de Dragones de la Patria al mando del capitán Suso, del tercer escuadrón, y a la 5° al mando del capitán José Caparrós, venció a una partida de 200 realistas, capturando 5 prisioneros y ocasionándoles 18 muertos y varios heridos.
En los años 1815 y 1816 hay registros de una acción sostenida ante el Tribunal del Consulado por Antonio Suso contra José Raimundo Guerra, albacea del finado Pérez, por un contrato de provisión de trigo.
Años después, iniciada la Cruzada Libertadora contra los invasores brasileros con el desembarco de los Treinta y Tres Orientales el 19 de abril de 1825, Suso no ocultó su adhesión al levantamiento, lo que le valió ser detenido por los ocupantes:

"Fue tan grande el terror que se apoderó de Lecor con motivo de la presencia de Lavalleja en el Cerrito, que ordenó la persecución y encarcelamiento de numerosos patriotas, como don José Álvarez, don Francisco Solano Antuña, don José Antequera, don Juan Benito Blanco, don Tomás Burgueño, don Ramón Gastíz, don Apolínario Gayoso, don Juan Giró, don Jorge Liñán, don Ramón Massini, don Lorenzo J. Pérez, don Antonio Suso y otros ciudadanos que simpatizaban con la revolución, algunos de los cuales lograron evadirse, como el comandante Burgueño, que descolgándose de las murallas al foso exterior, fue á engrosar las filas de los libertadores."
Orestes Araújo, Gobernantes del Uruguay